# Mary Lewis
Mary Lewis (18 de octubre de 1960) es una deportista estadounidense que compitió en judo.
Ganó una medalla de bronce en el Campeonato Mundial de Judo de 1980, y una medalla de oro en el Campeonato Panamericano de Judo de 1985. En los Juegos Panamericanos de 1983 consiguió una medalla de oro.

## Palmarés internacional
| Campeonato Mundial      | Campeonato Mundial          | Campeonato Mundial | Campeonato Mundial |
| Año                     | Lugar                       | Medalla            | Categoría          |
| ----------------------- | --------------------------- | ------------------ | ------------------ |
| 1980                    | Nueva York (Estados Unidos) | Medalla de bronce  | –48 kg             |
| Juegos Panamericanos    |                             |                    |                    |
| Año                     | Lugar                       | Medalla            | Categoría          |
| 1983                    | Caracas (Venezuela)         | Medalla de oro     | –52 kg             |
| Campeonato Panamericano |                             |                    |                    |
| Año                     | Lugar                       | Medalla            | Categoría          |
| 1985                    | La Habana (Cuba)            | Medalla de oro     | –52 kg             |